# Tiefer See (Potsdam)
Der Tiefe See in Potsdam liegt östlich des Zentrums zwischen der Berliner Vorstadt im Norden und Westen und dem Park Babelsberg im Süden und Osten. Er wird von der Havel durchflossen und ist damit Bestandteil der Bundeswasserstraße Potsdamer Havel mit der Wasserstraßenklasse IV, einer Nebenstrecke der Unteren Havel-Wasserstraße, für die das Wasserstraßen- und Schifffahrtsamt Spree-Havel zuständig ist.
Am westlichen Ufer des Sees befindet sich der neu aufgebaute Kultur- und Gewerbestandort Schiffbauergasse mit dem Hans Otto Theater.

## Einzelnachweise

Tiefer See in Potsdam